# Antiphrisson mujuncumus
Antiphrisson mujuncumus là một loài ruồi trong họ Asilidae. Antiphrisson mujuncumus được Lehr miêu tả năm 1986. Loài này phân bố ở vùng Cổ Bắc giới.